# WTA German Open 1998
Il WTA German Open 1998 è stato un torneo di tennis giocato sulla terra rossa.
È stata la 86ª edizione del German Open, che fa parte della categoria Tier I nell'ambito del WTA Tour 1998.
Si è giocato al Rot-Weiss Tennis Club di Berlino in Germania dall'11 al 17 maggio 1998.

## Campionesse

### Singolare
Conchita Martínez ha battuto in finale  Amélie Mauresmo con il punteggio di 6–4, 6–4.

### Doppio
Lindsay Davenport /  Nataša Zvereva hanno battuto in finale  Alexandra Fusai /  Nathalie Tauziat con il punteggio di 6–3, 6–0.